# Natuurpark Nalytsjevo
Natuurpark Nalytsjevo (Russisch: Природный парк «Налычево»; prirodny park "Nalytsjevo") is een natuurreservaat in het zuidwestelijk deel van het Russische schiereiland Kamtsjatka (waar zich nog vier natuurparken bevinden) met de status van bijzonder beschermd natuurgebied. Het ligt op ongeveer 50 kilometer ten noorden van de stad Petropavlovsk-Kamtsjatski in de kraj Kamtsjatka en omvat het stroomgebied van de rivier de Nalytsjeva. De oppervlakte van het park bedraagt 2.871.55 hectare.

## Geschiedenis
Het park werd opgericht op 18 augustus 1995 per decreet van gouverneur Vladimir Birjoekov van oblast Kamtsjatka (sinds 2007 onderdeel van de kraj Kamtsjatka). Al op 6 december 1996 werd het door UNESCO opgenomen als werelderfgoed, als onderdeel van het werelderfgoedmonument "Vulkanen van Kamtsjatka".
De oprichting van het park was hard nodig, daar met name in de sovjettijd er door menselijk handelen al veel van het natuurschoon was verdwenen. Door irrationeel gebruik van natuurlijke hulpbronnen verdwenen veel diersoorten of werden sterk in aantal en habitat gereduceerd. Zo werd er in 1960 een gat geboord in het grootste heetwaterbronnenveld Nalytsjevskië, waardoor marmotten en sneeuwschapen hier verdwenen en werd door activiteit van stropers het voortbestaan van de kuitschietgronden van de zalm in de rivier bedreigd. In hetzelfde jaar als Nalytsjevo werden dan ook de natuurparken Joezjno-Kamtsjatski en Bystrinski opgericht met hetzelfde doel: het beschermen van natuurlijke landschappen tegen ongecontroleerd gebruik van natuurlijke hulpbronnen en het tegengaan van stroperij. Daarnaast werd ook ingezet op de ontwikkeling en het bevorderen van het toerisme. Met een natuurpark was dit beter mogelijk dan met een zapovednik of zakaznik, waarvoor een veel zwaarder beperkend regime geldt.
Met hulp van het WWF en het ecologisch fonds voor Kamtsjatka is vanaf 1997 een aantal voorzieningen opgezet voor het opvangen van toeristen, die over een voetpad vanaf het dorp Pinatsjevo of per helikopter het park kunnen bereiken. Er zijn een aantal paden uitgezet en een aantal gastverblijven gebouwd. Sinds de oprichting is het toerisme mede door de nabijheid van de steden Petropavlovsk-Kamtsjatski en Jelizovo sterk gegroeid. In 1995 kwamen er jaarlijks 984 toeristen en in 2003 al 2511, met een jaarlijkse groei van 300 tot 400. De meeste toeristen komen uit Duitsland, Frankrijk en Japan. Sinds 2003 is het verboden om met de auto het park binnen te rijden, maar niet iedereen houdt zich hieraan. Het park kamt echter net als in het grootste deel van Rusland met een gebrek aan personeel en gelden, waardoor de regels niet altijd kunnen worden afgedwongen.

## Landschap
Het park omvat de berggebieden, bergtoendra, lavavelden en kustgebieden rond de rivier de Nalytsjeva. Rondom de rivier bevindt zich een halve cirkel van actieve en dode vulkanen, die onderdeel vormen van de oostelijke vulkanische gordel van Kamtsjatka. In het park bevinden zich de actieve vulkanen Avatsjinski (2741 meter), Dzenzoerski (2156 meter), Korjakski (3456 meter) en Zjoepanovski (2927 meter), waarbij de Avatsjinski de laatste keer actief was in 2001. Uitgedoofde vulkanen in het park zijn onder andere Aag, Koepol, Kozelski en Versjinski. Met name op het vulkanische complex rond de Avatsjinski bevinden zich grote gletsjerformaties.
Het centrale deel wordt gevormd door een intermontaan bekken met een oppervlakte van ongeveer 40 km², waar zich een paar honderd heetwaterbronnen (14 tot 74°C) bevinden en mineraalwaterbronnen. De bekendste heetwaterbronnen zijn Nalytsjevskië, Talovskië, Sjajbnye, Krajevedtsjevskië, Dzendzoerskië en Sjoemskië en de bekendste mineraalwaterbronnen Aagskië en Korjakskië. Nalytsjevskië vormt de grootste heetwaterbron en heeft een unieke samenstelling, met voorkomen van (onder andere) fluor, broom, jodium, lithium, rubidium, arseen, boor, strontium, antimoon en germanium.

## Flora en fauna
De hoge bergpieken rond de riviervallei van de Nalytsjeva zorgen voor een lokaal microklimaat en daarmee voor een grote variëteit aan flora en fauna. Voorkomende plantsoorten zijn de Ermans berk (steenberk), en -bij de thermische bronnen- een aantal ochideeënsoorten, waaronder de Cypripedium macranthos en Cypripedium yatabeanum die opgenomen zijn in het rode boek, Lilium debile, Padus asiatica, Trillium camtschatcense, Rhodiola rosea en Dactylorhiza aristata.
Van de 33 zoogdiersoorten in het park is de Kamtsjatkabeer (vooral aan de bovenloop van de Nalytsjeva) het grootst en het sneeuwschaap, die leeft op Kaap Nalytsjeva het zeldzaamst (rode boek). Andere belangrijke zeldzame soorten zijn de Kamtsjatkamarmot (Marmota camtschatica), het wild rendier (Rangifer tarandus phularchus), Bergmanbeer (Ursus arctos piscator), .
Het park telt 145 vogelsoorten, waaronder 90 nestelaars. Zes broedende soorten staan in het rode boek; de zwarte rotgans (Branta nigricans), Stellers zeearend (Haliaeetus pelagicus), zeearend (Haliaeetus albicilla), slechtvalk (Falco peregrinus) en de steenarend (Aquila chrysaetos). Op de rotsen van Kaap Nalytsjeva en het nabijgelegen eiland Krasjeninnikov nestelen ongeveer 4000 paartjes van 5 tot 6 verschillende zeevogels. De rivier de Nalytsjeva bevat 22 vissoorten, waaronder veel zalmsoorten.

## Natuurmonumenten
In het natuurpark bevinden zich 7 regionale (kraj-)natuurmonumenten. Dit zijn de heetwaterbronnen Nalytsjevskië, Gorjatsjerechenskië, Zjeltoretsjenskië, Talovskië en Kitchojskië, de Berentoendra (Medvezja toendra) en de intrusie Verbljoed.